# Flaga Mołdawii
Flaga Mołdawii – jeden z symboli narodowych Mołdawii.

## Opis
Flaga jest prostokątem podzielonym na trzy pionowe pasy, od lewej są to kolejno: niebieski, żółty i czerwony. Pośrodku żółtego pasa znajduje się herb Mołdawii, umieszczony tutaj dla odróżnienia od flagi rumuńskiej, która zawiera te same kolory. Godło przedstawia orła z tarczą, na której wyobrażona jest głowa tura.

## Historia
W 1924 roku na niewielkim skrawku obszaru ówczesnej Ukraińskiej SRR zamieszkanym częściowo przez Mołdawian (Rumunów) utworzono Mołdawską ASRR, która miała być wstępem do przyłączenia do ZSRR wschodnich obszarów historycznej Mołdawii, do końca I wojny światowej należących do Rosji. Flaga, którą otrzymała ta autonomia, podobnie jak flagi innych członów ZSRR była cała barwy czerwonej z sierpem i młotem i umieszczoną nazwą kraju.
W 1940 roku zamiary aneksji rumuńskich ziem, dawniej władanych przez carów, zostały zrealizowane i Besarabia wraz z  północną Bukowiną – główne części historycznej Mołdawii, obecnie stanowiące podstawę obszaru Republiki Mołdawii, zostały przyłączone do Związku Radzieckiego. Z większości tego obszaru (po dołączeniu około połowy dotychczas istniejącej Mołdawskiej ASRR) utworzono Mołdawską Socjalistyczną Republikę Radziecką. Republika ta otrzymała flagę wzorowaną na innych radzieckich flagach, przypominającą flagę Mołdawskiej ASRR – czerwoną, z sierpem i młotem i ze skrótem nazwy kraju.
W 1952 roku flaga ta została zastąpiona inną, pozbawioną napisów, a zatem bardziej przypominającą tradycyjne flagi, która przetrwała aż do uzyskania niepodległości przez Mołdawię.
Po uzyskaniu niepodległości na początku lat 90., dążąc do ponownego złączenia z Rumunią władze Mołdawii zrezygnowały  z symbolizującej komunizm flagi Mołdawskiej SRR i jako oficjalny sztandar przyjęły flagę identyczną z flagą Rumunii, a dla odróżnienia w jej centrum umieściły herb Mołdawii – orła wołoskiego z herbem mołdawskim na piersi. Oficjalnie flaga ta została przyjęta 27 kwietnia 1990.
Dawna flaga Mołdawskiej SRR została z kolei zachowana w separatystycznym Naddniestrzu, gdzie została uznana za oficjalną flagę tej samozwańczej republiki.

## Flagi rządowe

### Sztandary osób rządzących

Sztandar prezydencki
Sztandar prezydenta parlamentu
Sztandar premiera

### Flagi instytucji

Flaga obrony cywilnej Mołdawii
Flaga służby celnej
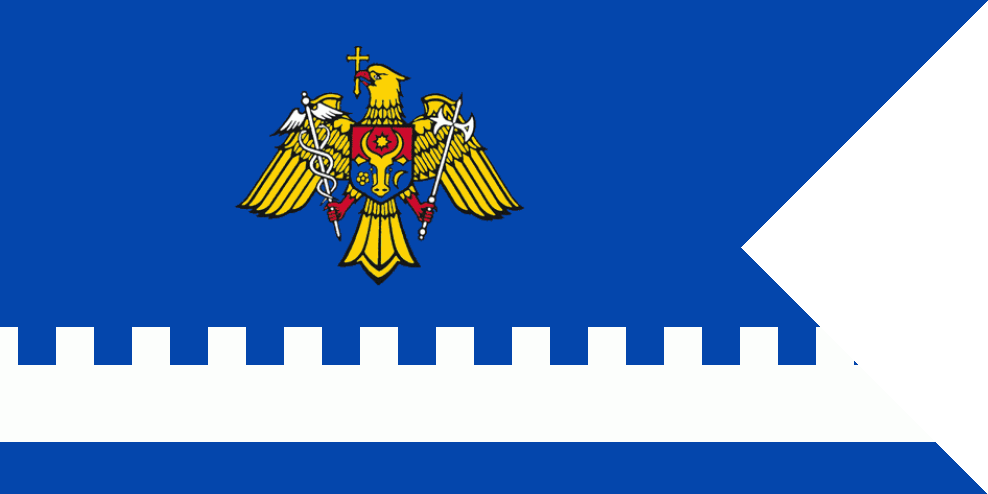
Bandera służby celnej
Flaga straży granicznej
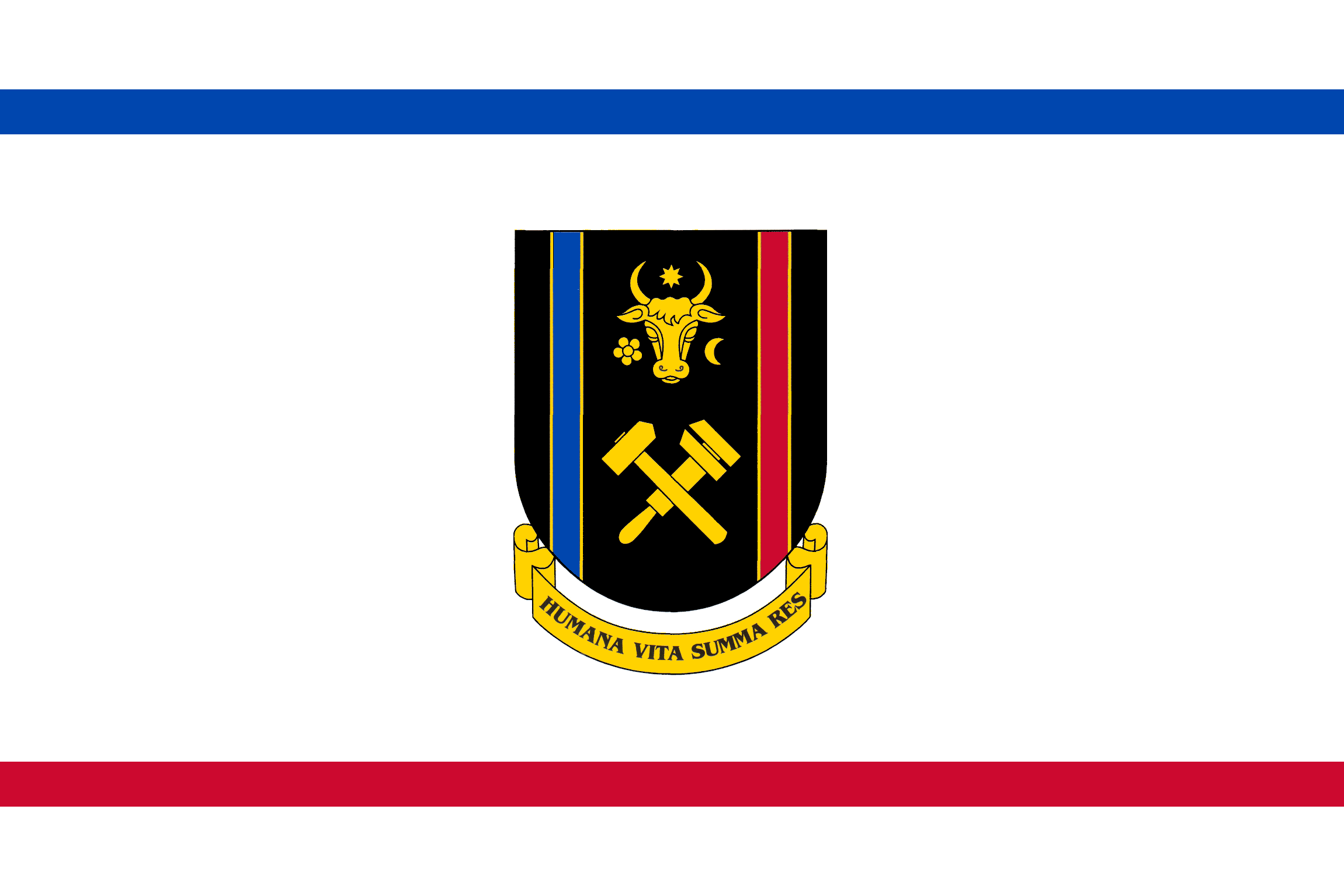
Główny Państwowy Inspektorat Dozoru Technicznego Niebezpiecznych Obiektów Przemysłowych

## Historyczne warianty flagi

Sztandar Mołdawskiej Republiki Demokratycznej z 1918
Flaga Mołdawskiej ASRR 1925–1937
Flaga Mołdawskiej ASRR 1937–1938
Flaga Mołdawskiej ASRR 1938–1941
flaga Mołdawskiej SRR z lat 1941–1952
Flaga Mołdawskiej SRR od 1952 roku
Propozycja flagi Mołdawskiej SRR z 1990 roku
Propozycja Partii Komunistów Republiki Mołdawii z 2010 roku
Propozycja Igora Dodona z 2018 roku